# Georg Herwegh
Georg Friedrich Rudolph Theodor Herwegh (31 de mayo de 1817 - 7 de abril de 1875) fue un poeta alemán. 

## Biografía
Herwegh nació en la ciudad alemana de Stuttgart, hijo de un posadero. Al principio cursó estudios de teología, pero debió abandonarlos para trabajar como periodista y traductor. En 1839 se exilió en Emmishofen, Suiza. Entre 1841 y 1843 publicó, en Zúrich, su obra Gedichte eines Lebendigen. Aunque por un tiempo fue prohibida en Prusia, resultó ser muy exitosa. 
Durante un viaje a Alemania, el rey de Prusia le concedió una audiencia pero lo obligó a abandonar nuevamente el país. En 1843 fue a París; allí publicó la segunda parte de Gedichte. Durante la fallida revolución alemana de 1848, junto a un grupo de compatriotas emigrantes, fueron a Baden en una misión militar; sin embargo, fracasaron y debieron regresar a Suiza. Se estableció en Zúrich y después de una amnistía volvió a Baden-Baden, Alemania. Herwegh escribió canciones para el Partido Democrático Obrero Social de Ferdinand Lassalle. En 1877 publicó Neue Gedichte.
Mientras que otros poetas como Ferdinand Freiligrath abandonaron posteriormente sus políticas revolucionarias, Herwegh nunca cambió su ideología ni su compromiso por la democracia radical. Se sentía descontento ante el criticado nacionalismo prusiano y por la guerra de Otto von Bismarck contra Francia y la consecuente anexión de Alsacia-Lorena en 1870-71. Para Herwegh, la poesía era el primer paso hacia la acción política, la cual jamás debía verse desprovista del arte. Por lo tanto, al igual que Heinrich Heine, era un defensor de las obras de Goethe.

## Obras
- Leicht Gepäck, 1840
- Gedichte eines Lebendigen, tomo 1, 1841
- Einundzwanzig Bogen aus der Schweiz, 1843
- Gedichte eines Lebendigen, tomo 2, 1844
- Zwei Preußenlieder, 1848
- Viertägige Irr- und Wanderfahrt mit der Pariser deutsch-demokratischen Legion in Deutschland und deren Ende durch die Württemberger bei Dossenbach, hg. von F. Lipp, 1850
- Die Schillerfeier in Zürich, 1860
- Das Bundeslied, 1863 (Himno del Partido Demócrata)
- Neue Gedichte, 1877